# Cantone di Juvigny-sous-Andaine
Il Cantone di Juvigny-sous-Andaine era una divisione amministrativa dell'arrondissement di Alençon.
È stato soppresso a seguito della riforma complessiva dei cantoni del 2014, che è entrata in vigore con le elezioni dipartimentali del 2015.
Comprendeva i comuni di:
- Bagnoles-de-l'Orne
- La Baroche-sous-Lucé
- Beaulandais
- La Chapelle-d'Andaine
- Geneslay
- Haleine
- Juvigny-sous-Andaine
- Loré
- Lucé
- Perrou
- Saint-Denis-de-Villenette
- Sept-Forges
- Tessé-Froulay